# ایلاریون میررزاخانیان
ایلاریون آوتی میررزاخانیان (میرزاخانوف) (ارمنی: Իլարիոն Ավետի Միրզախանյան (Միրզախանով)؛  زادهٔ ۲۰ سپتامبر ۱۸۸۷ - درگذشته ۲۶ آوریل ۱۹۶۰) مخترع، فرد نظامی اهل ارمنستان بود.

## زندگی‌نامه
وی در ۲۰ سپتامبر ۱۸۸۷ در باکو به دنیا آمد و از انستیتو فناوری عملی سن پترزبورگ (۱۹۱۲) فارغ‌التحصیل گشت. همچنین برندهٔ جوایزی همچون نشان لنین، نشان پرچم سرخ کار، نشان ستاره سرخ، مدال به خاطر پیروزی مقابل آلمان در جنگ بزرگ میهنی (۱۹۴۵–۱۹۴۱)، مدال کار شجاعانه در جنگ بزرگ میهنی (۱۹۴۵–۱۹۴۱)، نشان کوتوزوف (درجه یک و درجه دو) شده است. وی در ۲۶ آوریل ۱۹۶۰ در سن ۷۳ سالگی در مسکو درگذشت و در گورستان نووودویچی به خاک سپرده شد.